# Tabernacolo di Santa Maria della Tromba

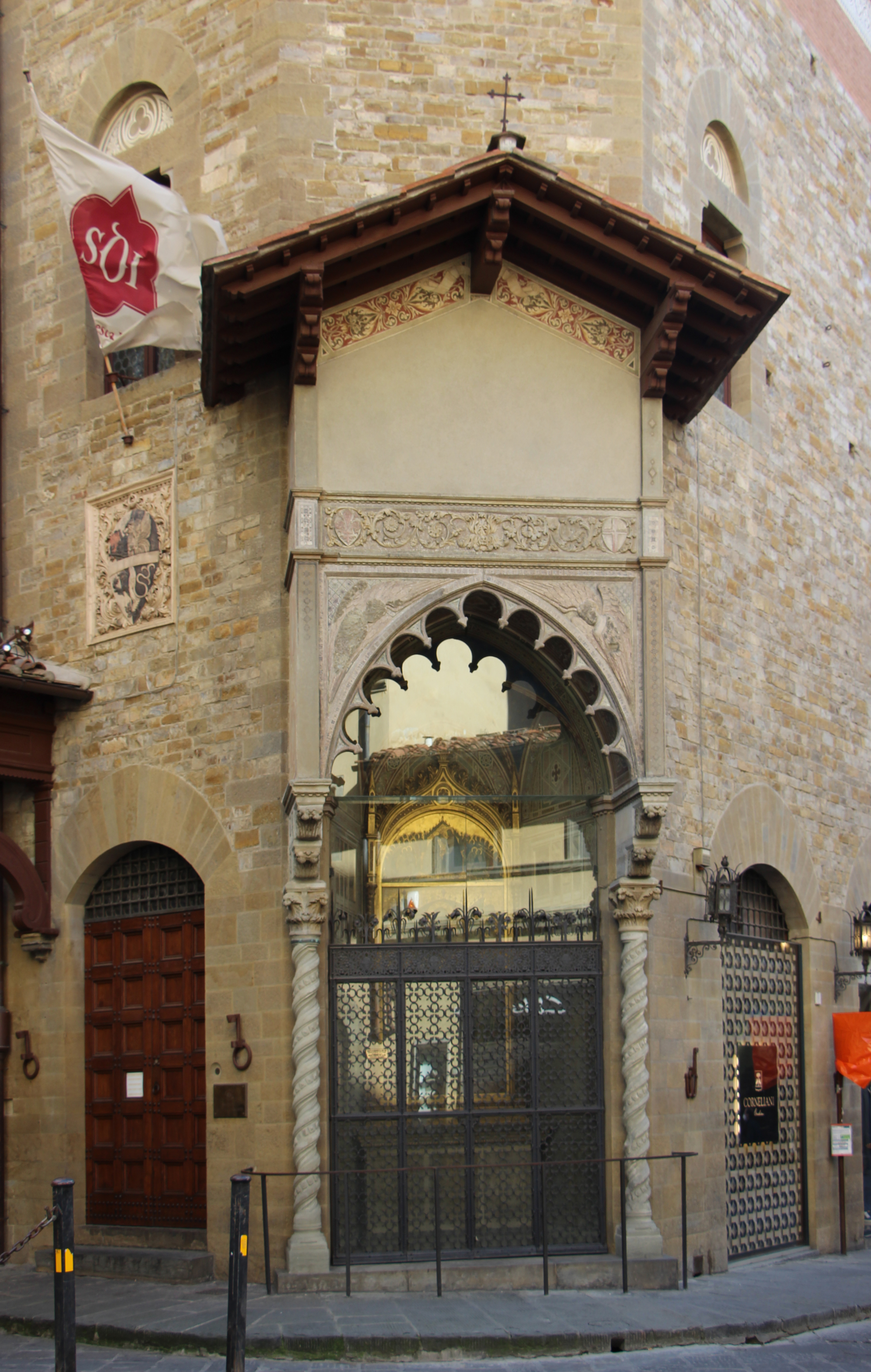
Tabernacolo di Santa Maria della Tromba

Il tabernacolo di Santa Maria della Tromba è un'antica edicola votiva del centro storico di Firenze, oggi situata su una cantonata del palazzo dell'Arte della Lana tra via Orsanmichele e via dell'Arte della Lana, ma originariamente collocato in Mercato Vecchio, all'angolo tra la piazza del Mercato e via Calimala, all'altezza dell'attuale via degli Speziali.

## Storia

### Origini

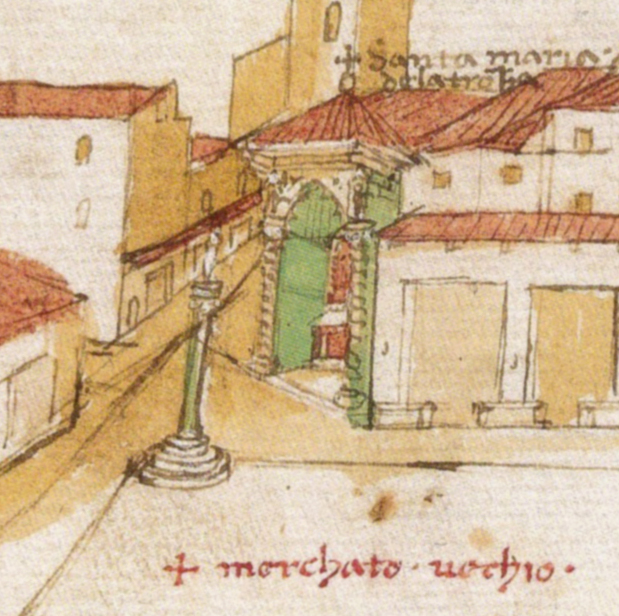
Il tabernacolo nel Codice Rustici (1450 ca.)

La collocazione originaria del tabernacolo segnava il luogo del miracolo attribuito a san Pietro Martire secondo cui, durante una predica del domenicano in piazza del Mercato verso il 1245, il diavolo aveva fatto irruzione sotto forma di cavallo nero sciolto e imbizzarrito, seminando il panico tra i presenti, ma svanendo a un gesto del religioso. Il tabernacolo andò a coprire un vicoletto detto della "Tromba" che portava a una corte interna a uso di un edificio dell'Arte dei Medici e Speziali, in cui risiedevano i "trombetti" del Comune, e da lì a via degli Spadai. Dedicato alla Madonna, il tabernacolo era inizialmente decorato da una tavola ligne con la figura della Madonna col Bambino, che deteriorandosi velocemente venne rifatta spese del Popolo e della Repubblica di Firenze tra il 1325 e il 1350 circa, incaricando il pittore Jacopo del Casentino e che venne protetta con una tettoia e una piccola aula, a costituire un vero e proprio, piccolo oratorio con altare sotto la tavola: per questo era uno dei più grandi tabernacoli della città.

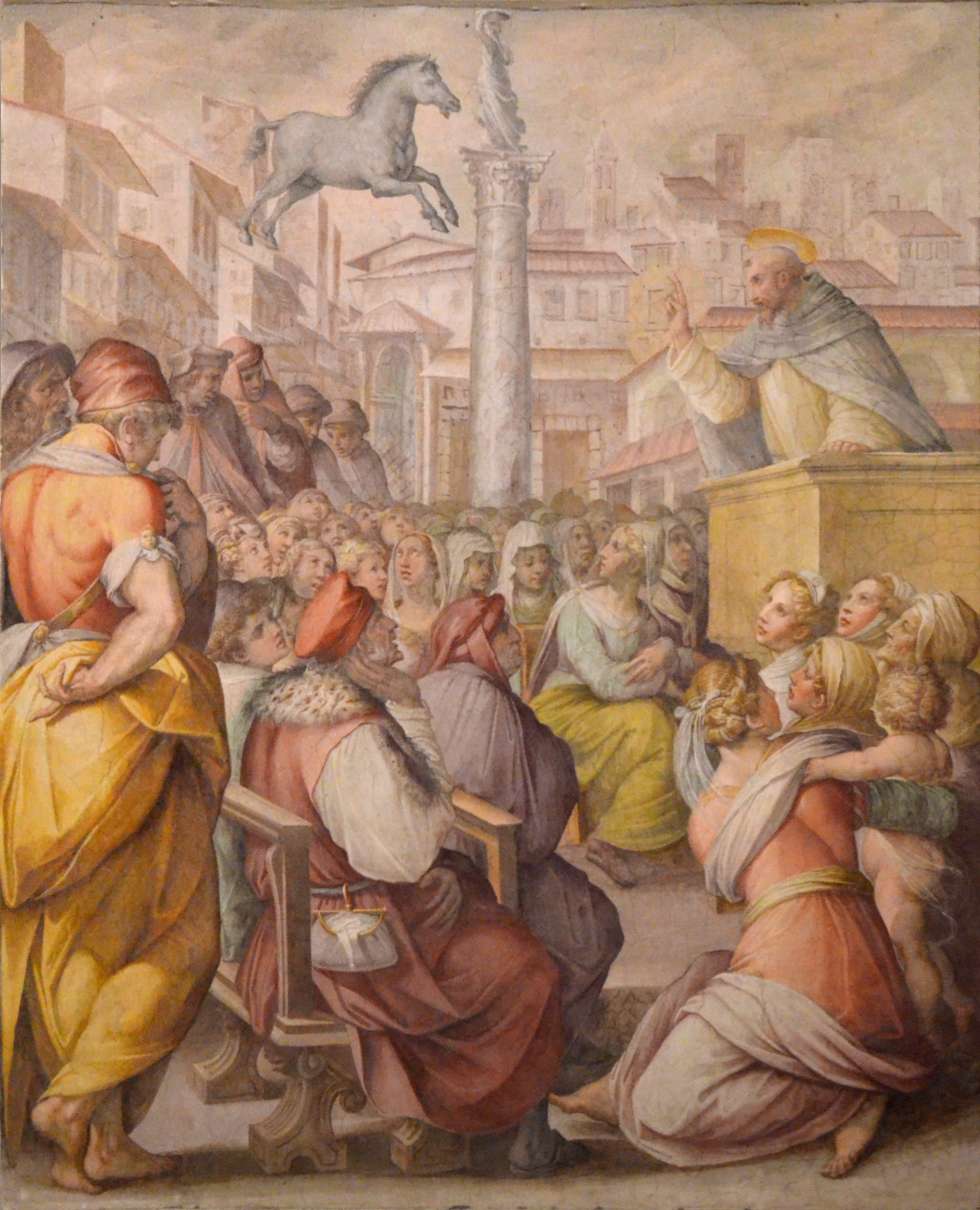
Il Miracolo di san Pietro Martire in Mercato Vecchio, affresco del Vasari nella cappella di San Pio V in Vaticano

Nel 1361 l'oratorio era già passato alla custodia dell'Arte dei Medici e Speziali, che possedevano l'edificio su cui si appoggiava, già casa dei Caponsacchi. In tale data un documento ricorda la concessione da parte degli Ufficiali di Torre all'Arte, e l'autorizzazione a chiudere il vicolo della Tromba, dove erano frequenti atti "turpia e inhonesta", nonostante le proteste di alcuni cittadini che utilizzavano quel passaggio, rinnovate senza ottenerne la riapertura anche nel 1408. L'Arte destinava alla cura e manutenzione della cappella una parte del ricavato delle multe commisurate ai suoi iscritti in caso di irregolarità, e delle offerte.
A metà del Quattrocento si ha una prima raffigurazione dell'oratorio, nel Codice Rustici.
La cappella aveva una pianta poligonale, per via della sua collocazione in diagonale nell'angolo di un edificio, con l'ingresso coperto da una tettoia e sormontato, più in alto, da un arco polilobato a sesto acuto retto da doppie mensole a foglie d'acanto a loro volta poggiate su colonnine tortili con capitelli a fogliame, e decorato nei pennacchi da due rilievi di cherubini e in alto da un fregio a girali intervallate da scudi (questi elementi, restaurati e reintegrati nelle lacune, vennero poi rimontati nel nuovo tabernacolo). Si tratta, nel complesso, di elementi decorativi del gotico fiorentino, riconducibili alla bottega dell'Orcagna e riscontrabili in opere come il tabernacolo di Orsanmichele, o la tomba di Niccolò Acciaiuoli nella cripta della certosa di Firenze. Sopra l'arco, in uno spazio rettangolare cuspidato, si trovava un affresco dell'Cristo e Maria in due mandorle circondati da angeli, a sua volta protetto da una tettoia su mensole laterali e una centrale: malamente conservato, è più leggibile nella sinopia, che ne permette una datazione ai primi del Quattrocento, quindi successiva alla prima fase decorativa. In un momento più tardo la tettoia dell'affresco venne smontata per essere coperto dalla gronda dell'edificio: togliendo la mensola centrale fu aggiunta al centro la colomba dello Spirito Santo, non esistente nella sinopia. Probabilmente questo intervento risale alla seconda metà del Cinquecento, quando Vasari, nella vita di Jacopo del Casentino, ricordò che il tabernacolo era stato ridipinto "pochi anni sono". 
La lunetta affrescata, sebbene un tempo rimontata nella ricollocazione del tabernacolo, venne poi ricoverata nei depositi del Museo di San Marco, mentre la sinopia è nella vicina Accademia delle arti del disegno, nel palazzo dell'Arte dei Beccai.

### Smantellamento e ricollocazione

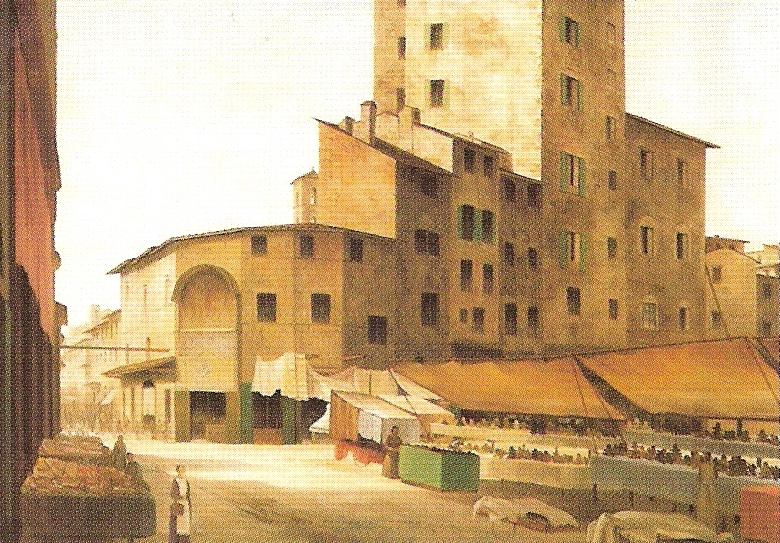
Il tabernacolo nella collocazione originaria, olio di Fabio Borbottoni

Nel 1785 la confraternita che curava l'oratorio venne soppressa da Pietro Leopoldo, e per un certo periodo fu incaricato un certo Sati di tenere accesa una lampada votiva davanti al tabernacolo. Tuttavia non molto tempo dopo la cappela fu chiusa, l'immagina spostata nella chiesa di San Tommaso, e l'ambiente trasformato nella bottega di salumeria di un certo Luigi Sporti. Nelle fonti iconografiche ottocentesche l'oratorio è ormai indistinguibile dalle altre botteghe, con l'eccezione dell'arco superiore che ancora conteneva l'affresco e che era ben visibile sulla cantonata tanto dalla piazza del Mercato, che dalla via dell'Arcivescovado (via Roma) e da via degli Speziali. Nel 1885 quello che rimaneva del tabernacolo venne accuratamente disegnato da Ettore Sampaolo, cinque anni prima del suo smantellamento, nel complesso dei lavori di Risanamento del centro cittadino.
In un primo momento l'affresco sembrava in pessime condizioni e se ne prevedeva la distruzione. Tuttavia lo smontamento della tettoia del negozio rivelò le condizioni tutto sommato buone dell'arco e delle sue decorazioni, cosicché l'architetto Cesare Spighi, sollecitato da Guido Carocci, ne fece dei rilievi e approntò un progetto per la sua ricostruzione, addossato al palazzo dell'Arte della Lana, che in quegli anni veniva "restaurato" (su progetto di Enrico Lusini, 1905) con una ricca decorazione in parte mutuata da altri edifici demoliti e in parte reinventata secondo il gusto romantico allora dominante. Il progetto di ricostruzione del tabernacolo fu messo in opera nel 1917.

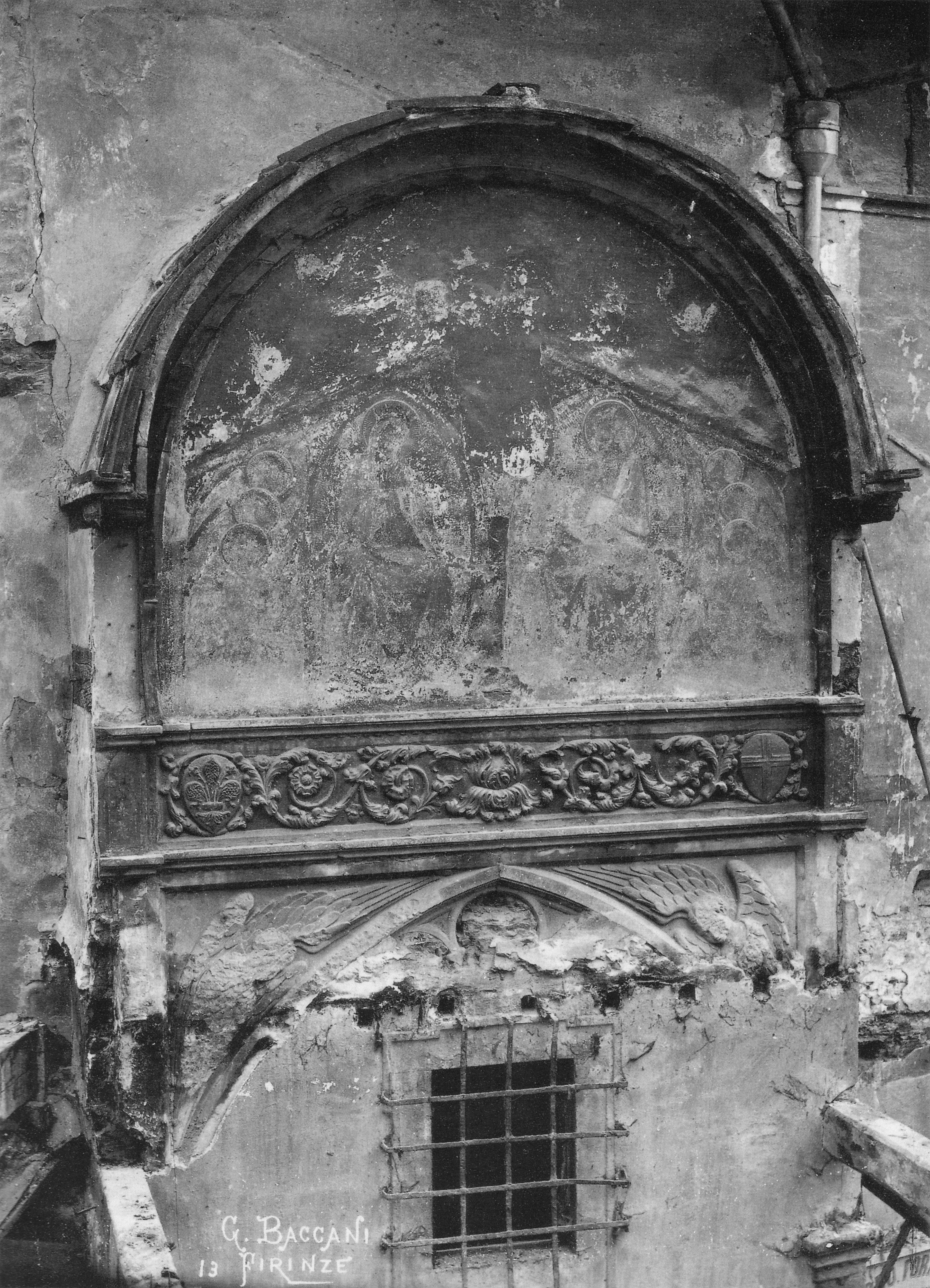
I rilievi e la lunetta al tempo della demolizione in Mercato Vecchio
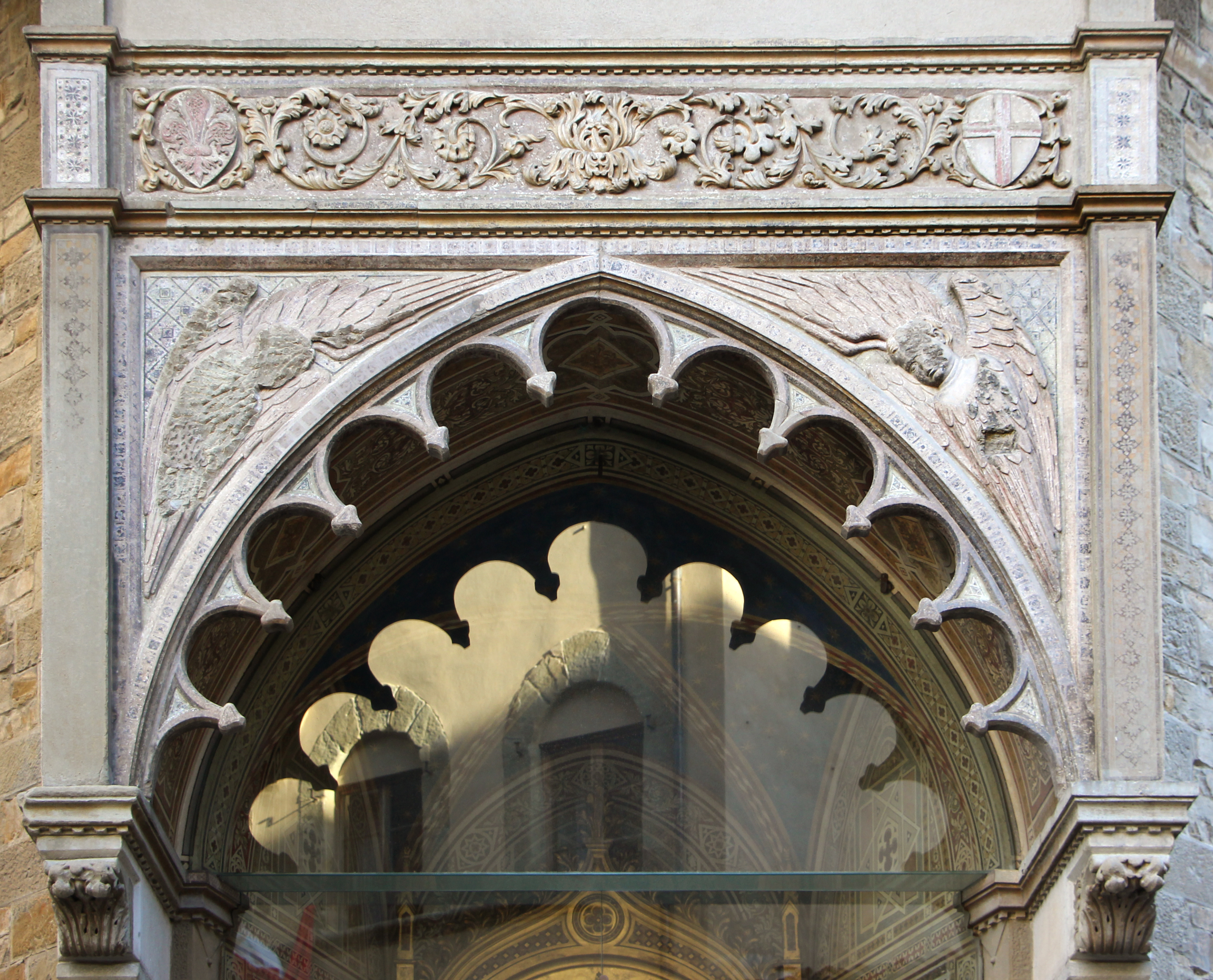
I rilievi oggi
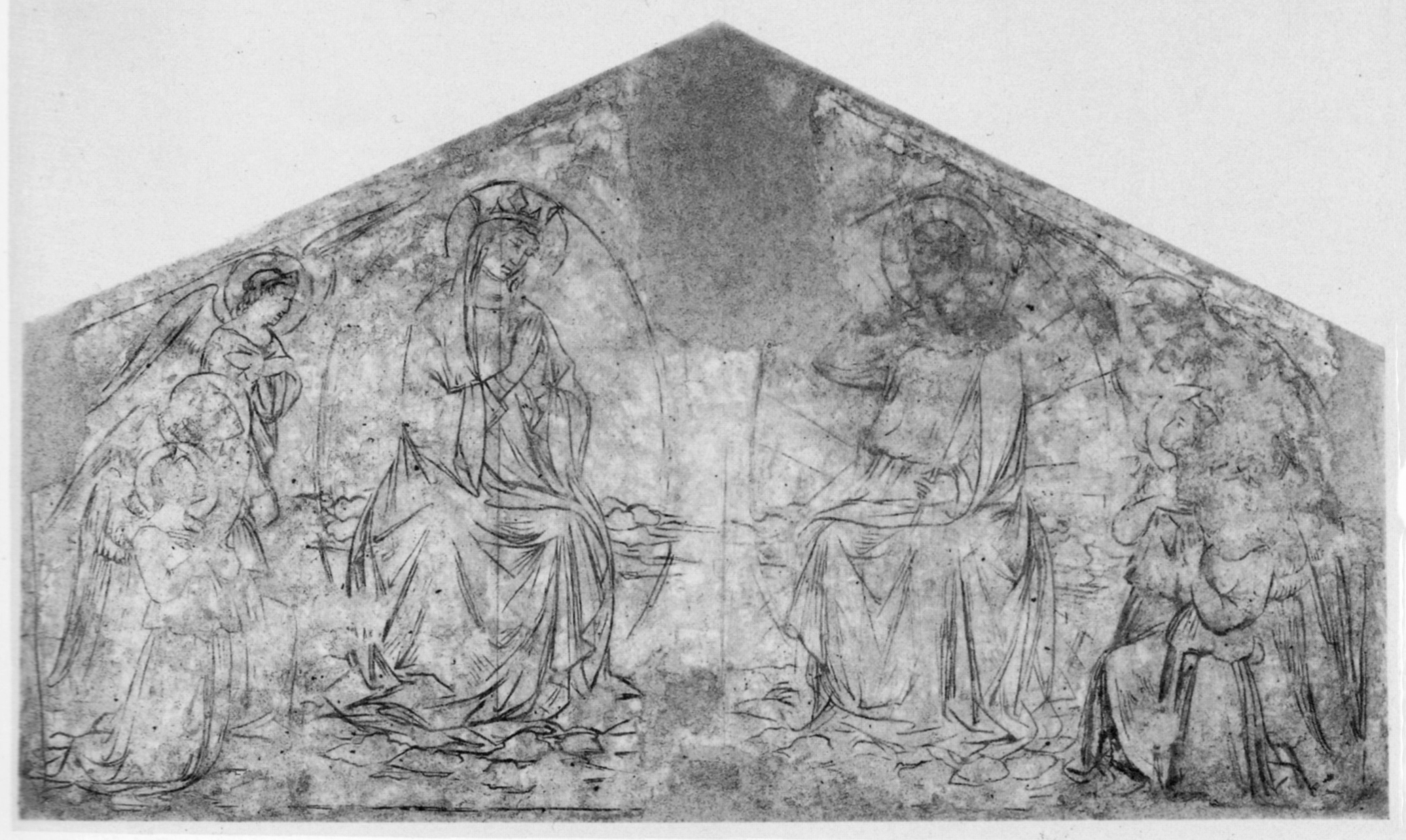
La lunetta, oggi in deposito

## Descrizione

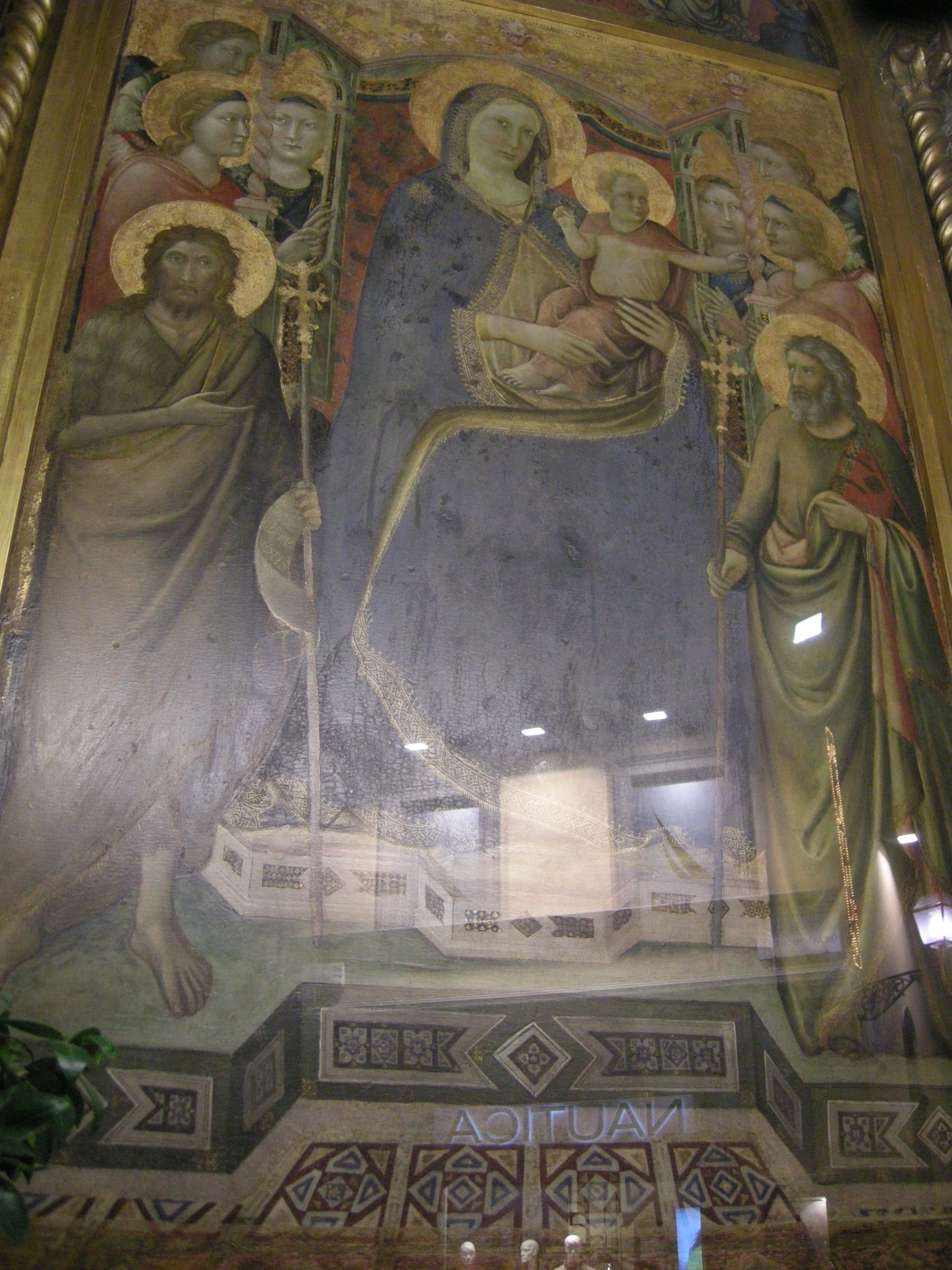
Veduta della Madonna in trono con santi di Jacopo del Casentino attraverso la grata

Il tabernacolo oggi è composto da una nicchia a base trapezoidale, spazio più piccolo di quello originario, ma ben integrato nelle forme del palazzo dell'Arte della Lana. È dominato dall'arco a sesto acuto in larga parte ricostruito con pezzi originali (il capitello sinistro e la relativa doppia mensola, tutto il rpofilo dell'arco e i rilievi dei cherubini, tranne la parte inferiore di quello destro, il fregio di girali; il resto è ricostruito), chiuso da una grata. la grata e la tettoia superiore vennero fatte su progetto dello Spighi, che si ispirò alle più antiche attestazioni iconografiche del tabernacolo, sebbene in alcune fonti la grata sia definita erroneamente come medievale.
Contiene la grande tavola dipinta con la Madonna col Bambino in trono tra i santi Giovanni Battista e Giovanni Evangelista, e angeli (130x220 cm), riferita fin dal libro di Antonio Billi riferisce a Jacopo del Casentino, tradizione confermata anche dalla storiografia artistica moderna, con una datazione a poco prima del 1347, e comunque non prima del 1325. 
Sopra la tavola si trova la lunetta con l'Incoronazione della Vergine, in passato pure riferita a Jacopo del Casentino, ma oggi ritenuta di Niccolò di Pietro Gerini con una datazione al 1380-1385 circa. Il primo a sollevare dubbi sull'attribuzione tradizionale fu Herbert Horne, che notò le differenze stilistiche e tecniche rispetto alla pala principale, seguito da Offner che la ipotizzò opera di un seguace del Gerini, e da Bernard Berenson, che parlò di Lorenzo di Niccolò e in seguito di un "Maestro dell'Incoronazione dell'Arte della Lana", ma fu con Boskovits che si arrivò a un riferimento, poi ampiamente condiviso, al Gerini stesso.
Sulle pareti laterali si trovano dipinti gli stemmi delle più importanti famiglie storiche di Firenze e, in posizione predominante, di Margherita ed Elena di Savoia (tutti di fattura neogotica), che completano idealmente il ciclo araldico ottocentesco del palazzo dell'Arte della Lana, con gli stemmi antichi del Comune, dei Gonfaloni, dei Quartieri storici e delle Arti di Firenze nel vano dello scalone.
In basso una maggiore consunzione delle decorazioni è dovuta al livello raggiunto dall'Arno nell'alluvione del 1966.

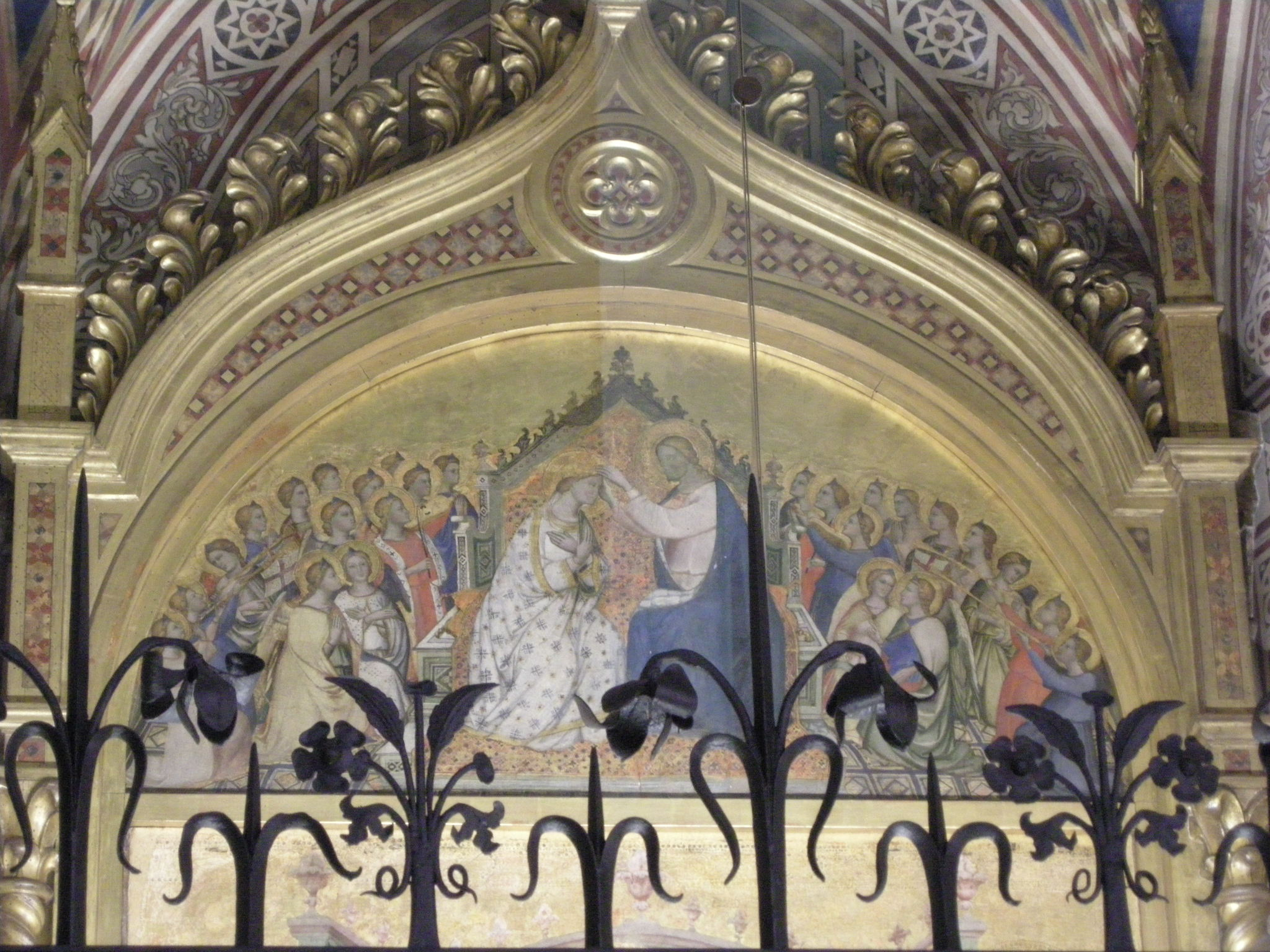
Incoronazione della Vergine di Niccolò Gerini
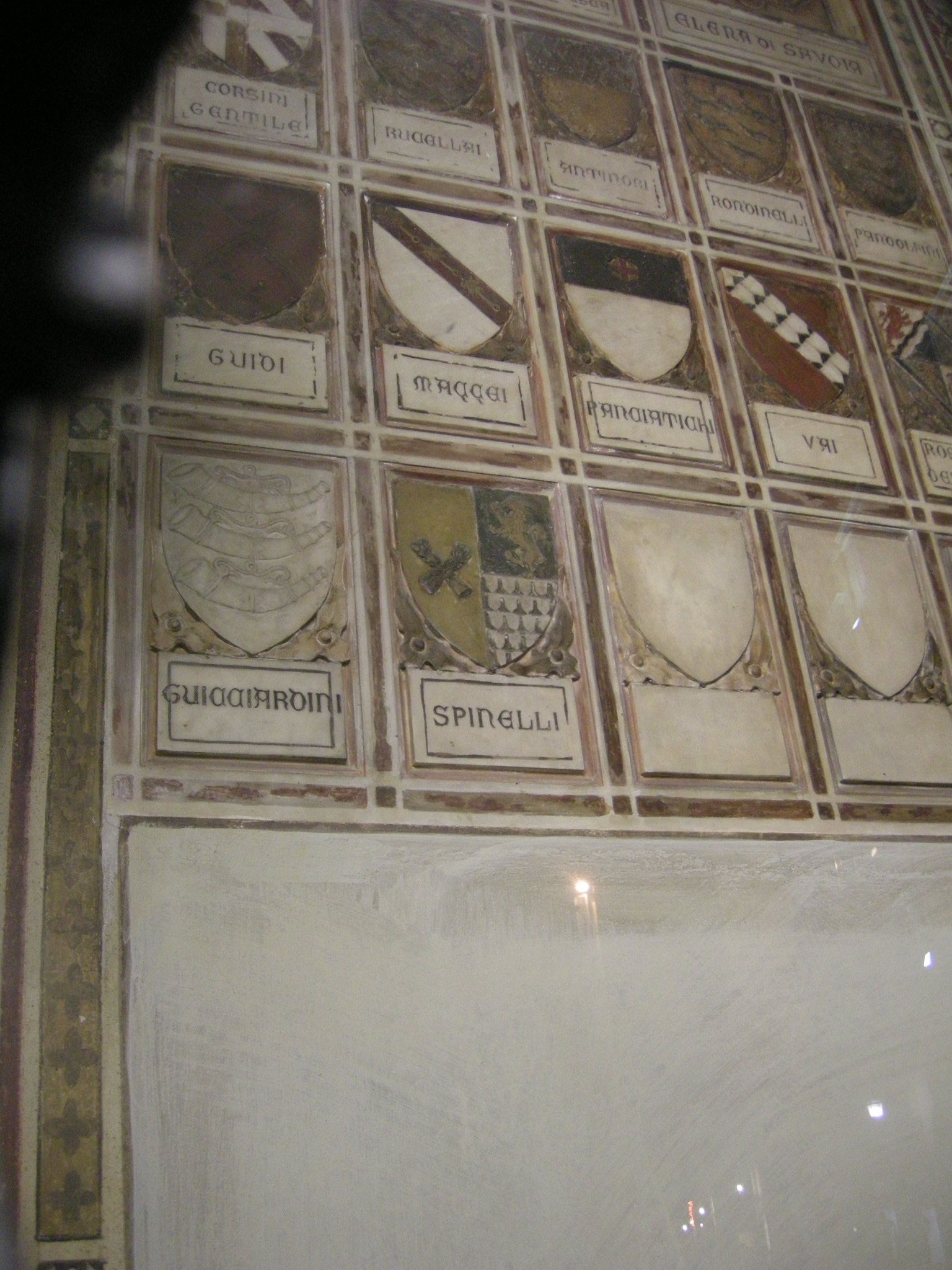
Gli stemmi
Gli stemmi